# 悪魔よ地獄へ帰れ (映画)
悪魔よ地獄へ帰れ、（英：Pray the Devil Back to Hell、英語仮題：『祈りで悪魔を地獄に戻す』）はドキュメンタリー映画（ジニー・リティッカー監督、アビゲイル・ディズニー製作）。2008年初公開のトライベッカ映画祭で最優秀ドキュメンタリー賞を受賞すると、同年11月7日にニューヨーク市で劇場公開された。
本作が記録する平和運動はリベリア人女性平和大衆行動と呼ばれ、最初に魚市場で祈り歌おうと女性たちに呼びかけたのは、ソーシャルワーカーのレイマ・ボウィである。リベリアの首都モンロビアで自らと同じキリスト教徒に呼びかけて平和を祈るうち、やがて非暴力抗議行動に賛成するイスラム教女性も加わっていく。参加者に配ったTシャツの白い色は平和の象徴であり、それを目印に集まってくる女性は3千人にふくれあがると、暴力や政府に反対する政治勢力を形づくった。
リベリアの女性運動は大統領選挙でエレン・ジョンソン・サーリーフの立候補につながり、やがてアフリカ諸国初の国選女性大統領が誕生する。この映画は紛争収束地、たとえばスーダンなどの地域で啓発運動（アドボカシー）のツールとして使われ、白人ではなくアフリカの女性が自分たちで平和構築と安全保障をうながすよう、訴えてきた。

## あらすじ
レイマ・ボウィの呼びかけにこたえてリベリアのごく一般の女性が集まり、平和を祈る。身を守るものは目印の白いTシャツと、それぞれの信念と勇気だけなのに、内戦解決を求めて祈り、歌う。
ボウィの話を聞いた女性たちは首都で非暴力行動を繰り返し、チャールズ・テーラー大統領との面談にこぎつける。内紛解決の和平会談はガーナで開かれる予定で、出席を明言していなかった大統領から確約を取り付けることに成功した。ボウィたちリベリア人女性の代表はガーナに入ると、首都アクラの大統領宮殿（ジュビリーハウス）を取り囲み、和平を阻もうとする派閥に静かに抗議して会期中、ずっと圧力をかけた。暗礁に乗り上げ決裂寸前だった和平交渉は、合意にいたる。
映画の登場人物のひとり、アサトゥ・バー・ケネス（リベリア法務省の行政・公安担当副大臣）は2002年を回想する。平和行動当時はリベリア女性法執行協会会長であり、法曹界にもキリスト教の女性信者が唱える平和活動が聞こえてきた。触発されたケネスは、自分たちイスラム教の女性信徒も呼応しようとリベリア人ムスリム女性組織を立ち上げる。
キリスト教徒とイスラム教徒の女性が集まるうち、やがて3,000人を超える。粘り強く力を合わせた結果、リベリア人女性の輪は14年も続いた内紛をやめさせ、リベリアに平和をもたらすことに成功し、同国初の女性国家元首にも力を与えた。

## 題名にこめられた意味
この映画は、テーラー大統領と反乱軍を評したボウィの声明をひねって題名を付けてある。両者の対立の根に宗教対立があり、一方の反政府組織は頻繁にモスクを参詣し、他方の大統領派は敬虔なキリスト教徒で、「祈りにより地獄から悪魔を追い出す」と主張したとボウィは伝える。したがって異教徒連合の女性たちは、いわば（戦争という）「悪魔を祈りによって地獄に戻す」役割を買って出ることになった。

## 配役
ABC順
- ジャネット・ジョンソン・ブライアント：本人役（Janet Johnson Bryant）
- エトウェダ・クーパー：本人役（Etweda Cooper）
- ヴァイバ・フロモ：本人役（Vaiba Flomo）
- レイマ・ボウィ：本人役、進行役
- アサトゥ・バー・ケネス：本人役（Asatu Bah Kenneth）
- エティ・ウェアー：本人役（Etty Weah）

## 受賞歴
2008年
- トライベッカ映画祭 — 最優秀ドキュメンタリー賞
- ジャクソンホール映画祭 — カウボーイ賞受賞 — 観客賞
- Silverdocs — 証人賞
- トラバースシティ映画祭 — 特別審査員特別賞、ノンフィクション映画製作に対して
- ハートランド映画祭 — 最優秀ドキュメンタリー映画部門クリスタルハート賞
- セントルイス国際映画祭 — 異教徒間部門最優秀ドキュメンタリー賞
- マイヒーロー・フェスティバル — マイメディア賞

2009年
- 3大陸映画祭 — 審査員最優秀映画賞
- パームスプリングス国際映画祭 — 最優秀フェスティバル選の1つ
- サンタバーバラ国際映画祭 — ドキュメンタリー映画部門「社会正義賞」
- 平和映画（英語版） — 平和映画「正義賞」
- ワンワールド国際人権祭（One World International Human Rights Festival、プラハ）— 知る権利部門「ルドルフ・ヴルバ賞」
- 女性映画祭（バーモント州ブラトルボロ）— 最優秀フェスティバル賞
- ウィルバー賞 — 2009年映像記録賞
- 価値ある映画祭 — ゴールデンバタフライ賞
- 私の告発映画祭 — ディナドサワパンガ賞（Ndinadsawapanga Award）
- バッファロー国際映画祭（英語版） — 観客賞（最優秀ドキュメンタリー作品）

## リベリア人女性
第一次リベリア内戦（1989年-1996年）と第二次リベリア内戦（en：1999年-2003年）の戦中戦後、リベリア人女性は家を追われ国内避難民となり、家族の死や性暴力、経済および社会の問題の挑戦に直面した。平和で安心な暮らしを取り戻す努力は、全員が女性からなる国際連合平和維持軍ならびに性暴力に対抗するリベリア人女性が主導し、人々に巧みな戦術と平和的手段を研修し、群衆と暴徒の統制ならびに反乱鎮圧作戦を展開した。リベリアの国家警察は2009年、その15%を女性が占めるまでになる。

## 映画にまつわるエピソード
この映画は2009年6月19日、PBS番組「ビル・モイヤーズ・ジャーナル」で放送された。
出演者で司会のレイマ・ロバータ・ボウィは婦人国際平和自由連盟事務局長（本拠地ガーナ、アクラ）。2007年、ボウィはイースタン・メノナイト大学で紛争転換の修士号を取得、また「21世紀の21人のリーダー」の1人に選出された。2009年、リベリアの女性たちとともにジョン・F・ケネディ図書館財団からJ・F・K勇気の横顔章を受章。
ボウィとタワックル・カルマン、エレン・ジョンソン・サーリーフの3人は「安全保障ならびに平和構築活動への女性の完全な参加権を求める女性の非暴力の闘争」に対して、2011年ノーベル平和賞を受ける。
2014年あいち国際女性映画祭で特別上映される。